# Gonzalo Sorondo
Gonzalo Sorondo Amaro (Montevideo, 9 de octubre de 1979) es un exfutbolista uruguayo naturalizado brasileño que jugaba de defensa central. Fue internacional con la selección uruguaya.

## Trayectoria
Sorondo tendría sus mayores éxtios como futbolista en Internacional de Porto Alegre: ganaría la Copa Sudamericana, la Suruga Bank y la Copa Libertadores en un plazo de dos años. Entre medio, también, sería subcampeón de la Copa de Brasil 2009.

## Selección nacional
Ha sido internacional con la selección de fútbol de Uruguay en 27 ocasiones, llegando a anotar un gol. Como juvenil participó en el Mundial Sub-20 de 1999, en el que Uruguay terminó cuarto. Fue el único jugador uruguayo que formó parte del equipo ideal de la Copa América 2001.

### Participaciones en Copas del Mundo
| Mundial                        | Sede                  | Resultado    |
| ------------------------------ | --------------------- | ------------ |
| Copa Mundial de Fútbol de 2002 | Corea del Sur y Japón | Primera fase |

### Participaciones en Copas América
| Torneo            | Sede     | Resultado |
| ----------------- | -------- | --------- |
| Copa América 2001 | Colombia | Semifinal |

## Clubes
| Club                      | País       | Año       |
| ------------------------- | ---------- | --------- |
| Defensor Sporting         | Uruguay    | 1998-2001 |
| Inter de Milán            | Italia     | 2001-2005 |
| → Standard Lieja (cedido) | Bélgica    | 2003-2004 |
| → Crystal Palace (cedido) | Inglaterra | 2004-2005 |
| Charlton Athletic         | Inglaterra | 2005-2007 |
| Defensor Sporting         | Uruguay    | 2007      |
| Internacional             | Brasil     | 2007-2011 |
| Grêmio de Porto Alegre    | Brasil     | 2012      |
| Defensor Sporting         | Uruguay    | 2013      |

## Palmarés

### Campeonatos nacionales
| Título            | Club          | País   | Año  |
| ----------------- | ------------- | ------ | ---- |
| Campeonato Gaúcho | Internacional | Brasil | 2008 |
| Campeonato Gaúcho | Internacional | Brasil | 2009 |
| Campeonato Gaúcho | Internacional | Brasil | 2011 |

### Copas internacionales
| Título            | Club          | País   | Año  |
| ----------------- | ------------- | ------ | ---- |
| Copa Sudamericana | Internacional | Brasil | 2008 |
| Copa Suruga Bank  | Internacional | Brasil | 2009 |
| Copa Libertadores | Internacional | Brasil | 2010 |